# ГОЭЛРО
ГОЭЛРО́ (сокр. от «Госуда́рственная коми́ссия по электрифика́ции Росси́и») — государственный план развития электроэнергетической отрасли в Советской России после Октябрьской революции 1917 года. Разработан Государственной комиссией по электрификации России по заданию и под руководством В. И. Ленина. Одобрен VIII Всероссийским электротехническим съездом, созванным декретом Совета народных комиссаров. План ГОЭЛРО с рядом замечаний и дополнений был принят Советом Народных Комиссаров, который принял 22 декабря 1920 года постановление «О плане электрификации России».
Аббревиатура часто расшифровывается как «Государственный план электрификации России», то есть собственно результат работы комиссии ГОЭЛРО, ставший первым перспективным планом развития экономики, принятым и реализованным в России после революции.

## История

### Развитие электроэнергетики в дореволюционной России
По некоторым источникам, подготовка проекта масштабной электрификации России велась ещё до Революции 1917 года немецкими инженерами, работавшими на Петербургскую электрическую компанию, в предположении, что в годы Первой мировой войны (1914—1918) невозможно было начать реализацию по причине больших военных расходов. По другим данным, основой плана ГОЭЛРО стали наработки созданного в 1916 году отдела энергетики академической Комиссии по изучению естественных производительных сил России (КЕПС), преобразованного в 1930 году в Энергетический институт АН СССР.
|                                                        | 1905   | 1913   |
| ------------------------------------------------------ | ------ | ------ |
| Число электростанций                                   | 5462   | 9537   |
| Всего выработано млрд кВт⋅ч                            | 0,482  | 1,875  |
| Процент расходования электричества на технические цели | 49,9 % | 68,5 % |

В 1913 году в России на душу населения вырабатывалось 14 кВт⋅ч. По количеству выработанной электроэнергии, в 1913 году Россия находилась на 5-м месте в мире при генерации 1,9 млрд кВт⋅ч в год на 9537 станциях (США — 26,3, Германия — 8,0, Англия — 2,5, Италия — 2,2 млрд кВт⋅ч). Уже в 1916 году производство электроэнергии составляло более 2.575 млрд кВт⋅ч (в 1928 году в СССР производилось 5,0 млрд кВт⋅ч). В стране существовала достаточно развитая электротехническая научная школа, за период 1899—1913 годов состоялись семь Всероссийских электротехнических съездов, на которых обсуждались актуальные проблемы электротехники и электроэнергетики. В том числе, разрабатывались методы оптимального распространения электричества на территории страны и предлагались проекты электрификации, например профессора К. Клингенборга 1913 года, который был создан по инициативе «Общества электрического освещения 1886 года». Однако осуществление планов серьёзно тормозили отсутствие единой системы управления (около половины энергообъектов находилось в руках иностранного капитала), несовершенство нормативной базы и частная собственность на землю. В 1910 году немецкая компания Siemens & Halske в партнерстве с американской Westinghouse заложила Волховскую ГЭС . В 1912 году обсуждалось строительство трех плотин на месте нынешней Днепрогэс. МПС планировало в 1917 году потратить на гидрообъекты до 600 млн золотых рублей, получив 860 МВт мощности. Динамичное развитие электроэнергетики в Российской империи было прервано последовательностью социально-политических потрясений, которая привела к полной деградации электроэнергетической отрасли, длившейся до конца 1921 года.

### Создание плана ГОЭЛРО

#### Предыстория
Выходец из России, политэконом и статистик Карл Баллод под псевдонимом «Атлантикус» опубликовал в 1898 году в Германии свою самую значительную работу «Государство будущего» (в 1906 году опубликована на русском языке в Санкт-Петербурге под редакцией М. В. Бернацкого), которая впоследствии стала одним из оснований для разработки плана ГОЭЛРО. Баллод характеризовал свой труд как теоретическую базу создания социального государства: «В своей совокупности — это исследование даёт картину того, что достижимо в социальном государстве при централизованной организации». Баллод доказывал, что социализм — не утопия и что осуществление его возможно даже при современном уровне производительных сил. При этом социализм явился бы более экономной и эффективной системой, чем капитализм. Предполагал, что к социализму можно прийти не революционным, а мирным путём. Он писал: «При надлежащей организации производства, под условием использования всех возможных на данный момент технических усовершенствований, уровень благосостояния народа вырастет, доход рабочего может быть увеличен до трех раз, а рабочее время сокращено в два раза».

#### Реализация идеи

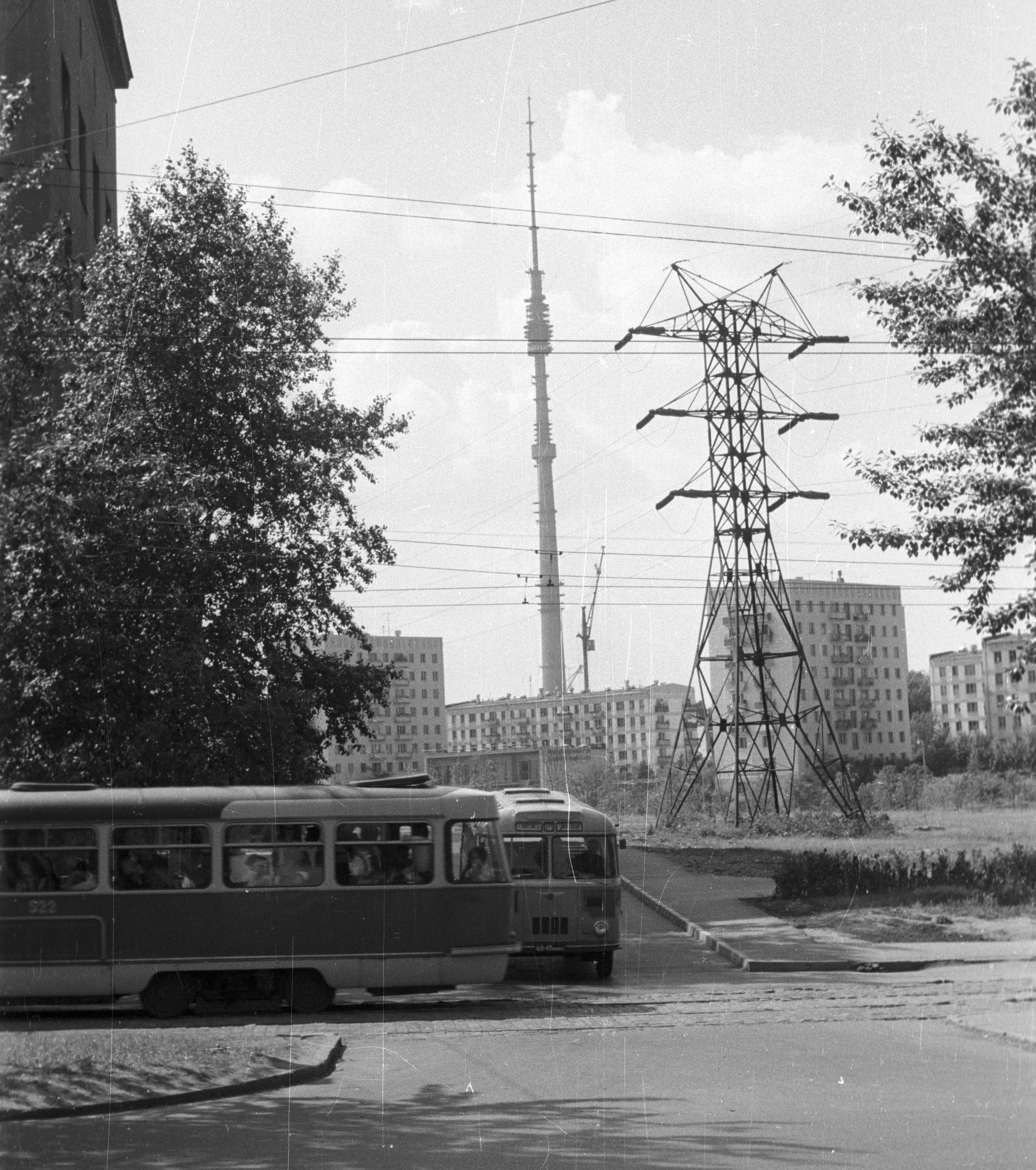
Мачты периода ГОЭЛРО

В 1920 году, менее чем за один год (во время гражданской войны (1917—1922/1923) и интервенции), правительство РСФСР под руководством В. И. Ленина разработало перспективный план электрификации страны, для чего, в частности, и была создана Государственная комиссия по разработке плана электрификации России под руководством Г. М. Кржижановского. К работе комиссии было привлечено около двухсот учёных и инженеров. На первом заседании комиссии ГОЭЛРО к председателю комиссии Г. М. Кржижановскому подошёл видный русский электротехник К. А. Круг и предложил включить в её состав какого-нибудь известного политэконома. «Не нужен нам никакой политэконом, у нас есть свой политэконом — Карл Маркс!» — горячо ответил Кржижановский. При этом в плане имелся целый раздел «Германский проект профессора К. Баллода», о котором сказано: «Для Германии мы имеем весьма любопытную попытку создания единого государственного плана её обобществленного хозяйства… Опираясь на богатые достижения немецкой техники и превосходную производственную статистику, Германия… через 3—4 года спокойной созидательной работы превращается в счастливую страну всеобщего довольства и благополучия».
В декабре 1920 года выработанный комиссией план был одобрен VIII Всероссийским съездом Советов, через год его утвердил IX Всероссийский съезд Советов.

Коммунизм — это есть советская власть плюс электрификация всей страны.
— В. И. Ленин
ГОЭЛРО был планом развития не одной энергетики, а всей экономики. В нём предусматривалось строительство предприятий, обеспечивающих эти стройки всем необходимым, а также опережающее развитие электроэнергетики. И всё это привязывалось к планам развития территорий. Среди них — заложенный в 1927 году Сталинградский тракторный завод. В рамках плана также началось освоение Кузнецкого угольного бассейна, вокруг которого возник новый промышленный район. Советское правительство поощряло инициативу участников в выполнении ГОЭЛРО. Те, кто занимался электрификацией, могли рассчитывать на налоговые льготы и кредиты от государства.
План ГОЭЛРО, рассчитанный на 10—15 лет, предусматривал строительство 30 районных электрических станций (20 ТЭС и 10 ГЭС) общей мощностью 1,75 млн кВт. В числе прочих намечалось построить Штеровскую, Каширскую, Нижегородскую, Шатурскую и Челябинскую районные тепловые электростанции, а также ГЭС — Нижегородскую, Волховскую (1926), Днепровскую, две станции на реке Свирь и др. В рамках проекта было проведено экономическое районирование, выделен транспортно-энергетический каркас территории страны. Проект охватывал восемь основных экономических районов (Северный, Центрально-промышленный, Южный, Приволжский, Уральский, Западно-Сибирский, Кавказский и Туркестанский). Параллельно велось развитие транспортной системы страны (магистрализация старых и строительство новых железнодорожных линий, сооружение Волго-Донского канала).

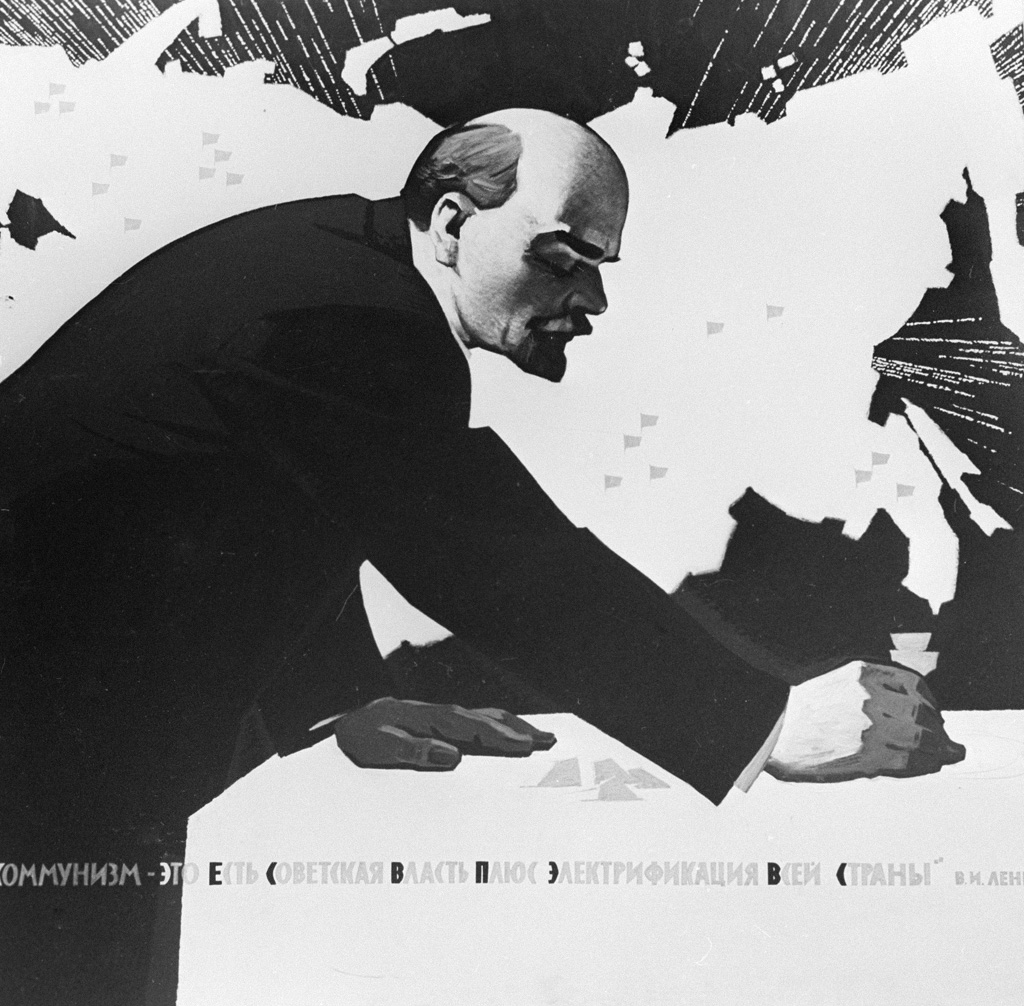
Плакат Александра Лемещенко «План ГОЭЛРО», 1 мая 1967 года (В. И. Ленин: «Коммунизм — это есть советская власть плюс электрификация всей страны»).

Проект ГОЭЛРО положил основу индустриализации в России. План, в основном, был перевыполнен к 1931 году. Выработка электроэнергии в 1932 году по сравнению с 1913 годом увеличилась не в 4,5 раза, как планировалось, а почти в 7 раз: с 2,0 до 13,5 млрд кВт⋅ч.

## Выполнение плана ГОЭЛРО[16]
| Показатель                                | 1913  | 1920 | 1930  | 1935  | План ГОЭЛРО | Год выполнения плана ГОЭЛРО |
| ----------------------------------------- | ----- | ---- | ----- | ----- | ----------- | --------------------------- |
| Валовая продукция промышленности (1913)   | 1     | 0,14 | 2,5   | 5,8   | 1,8-2       | 1929—1930                   |
| Мощность районных электростанций, млн кВт | 0,2   | 0,25 | 1,4   | 4,1   | 1,75        | 1931                        |
| Производство электроэнергии, млрд кВт⋅ч   | 2,0   | 0,5  | 8,4   | 28,3  | 2,8         | 1931                        |
| Уголь, млн т                              | 29,2  | 8,7  | 47,8  | 109,8 | 62,3        | 1932                        |
| Нефть, млн т                              | 9,2   | 3,9  | 18,5  | 25,2  | 16,4        | 1929—1930                   |
| Торф, млн т                               | 1,7   | 1,4  | 8,1   | 18,5  | 18,4        | 1934                        |
| Железная руда, млн т                      | 9,2   | 0,16 | 13,7  | 26,3  | 19,6        | 1934                        |
| Чугун, млн т                              | 4,2   | 0,12 | 5,0   | 12,5  | 9,2         | 1934                        |
| Сталь, млн т                              | 4,3   | 0,19 | 5,8   | 12,6  | 6,5         | 1933                        |
| Бумага, тыс. т                            | 269,2 | 30,3 | 435,3 | 648,8 | 683,5       | 1936                        |

Выработка электроэнергии в 1916 году составила 2575 млн кВт⋅ч. Производство электроэнергии превысило этот уровень уже в 1925 году. Несмотря на определенное развитие электроэнергетики в дореволюционной России (как видно из приведенной выше таблицы, в Российской империи в 1913 году мощность районных электростанций составляла 0,2 млн КВт, их выработка — 2,5 млрд КВт⋅ч), единого плана электрификации в России не было. План ГОЭЛРО, как единый план электрификации и народнохозяйственного развития страны, был создан в первые годы Советской власти. Итогом воплощения в жизнь этого плана стал бурный рост энергетических мощностей страны и промышленности.
|                                              | 1913 | 1917 | 1927  |
| -------------------------------------------- | ---- | ---- | ----- |
| Количество электростанций                    | 33   | 75   | 858   |
| Установленная мощность, кВт                  | 712  | 1036 | 18500 |
| Обслуживаемые сельскохозяйственные поселения | —    | 542  | 89739 |
| Текущее потребление, тыс. кВт⋅ч              | 427  | 622  | 10000 |

Электроэнергия стала применяться в сельском хозяйстве: в мельницах, кормовых резцах, зерноочистительных машинах, на лесопилках и т. д.

## Участники разработки плана ГОЭЛРО
Руководители Комиссии ГОЭЛРО
- Г. М. Кржижановский — председатель (1872—1959)
- А. И. Эйсман[18] — заместитель председателя
- А. Г. Коган — товарищ председателя (1865—1929)
- Б. И. Угримов — товарищ председателя (1872—1941)
- Н. Н. Вашков[19] — заместитель товарища председателя (1874—1953)
- Н. С. Синельников — заместитель товарища председателя

Члены Комиссии ГОЭЛРО
- И. Г. Александров (1875—1936)
- А. В. Винтер (1878—1958)
- И. И. Вихляев (1879—1964) — инженер-торфяник
- Г. О. Графтио (1869—1949)
- Л. В. Дрейер (1874—1938)
- Г. Д. Дубелир (1874—1942)
- Р. Э. Классон (1868—1926)
- Д. И. Комаров (1892—1982)
- К. А. Круг (1873—1952)
- C. A. Кукель (1883—1941)
- М. Я. Лапиров-Скобло (1889—1947)
- Т. Р. Макаров
- В. Ф. Миткевич (1872—1951)
- М. К. Поливанов (1875—1927)
- Л. К. Рамзин (1887—1948)
- Г. К. Ризенкамф
- Р. Л. Семёнов
- Б. Э. Стюнкель (1882—1937)
- А. И. Таиров
- Р. А. Ферман
- М. А. Шателен (1866—1957)
- А. А. Шварц
- Е. Я. Шульгин (1873—1937)

## Электрификация на местах
Урал
В Свердловской области к 1949 году было электрифицировано более 95 % МТС и совхозов и 72 % колхозов. В 1951 году была завершена электрификация совхозов, а в 1952 году уже 100 % МТС области пользовались электроэнергией. В 1952 году были полностью электрифицированы 95 % колхозов Свердловской области.
Сибирь и Дальний Восток
При разработке плана ГОЭЛРО территории Восточной Сибири и Дальнего Востока, которые считались слабо освоенными в хозяйственном отношении, не учитывались. Дальний Восток на момент составления плана входил в состав Дальневосточной республики.

## Память

### В нумизматике

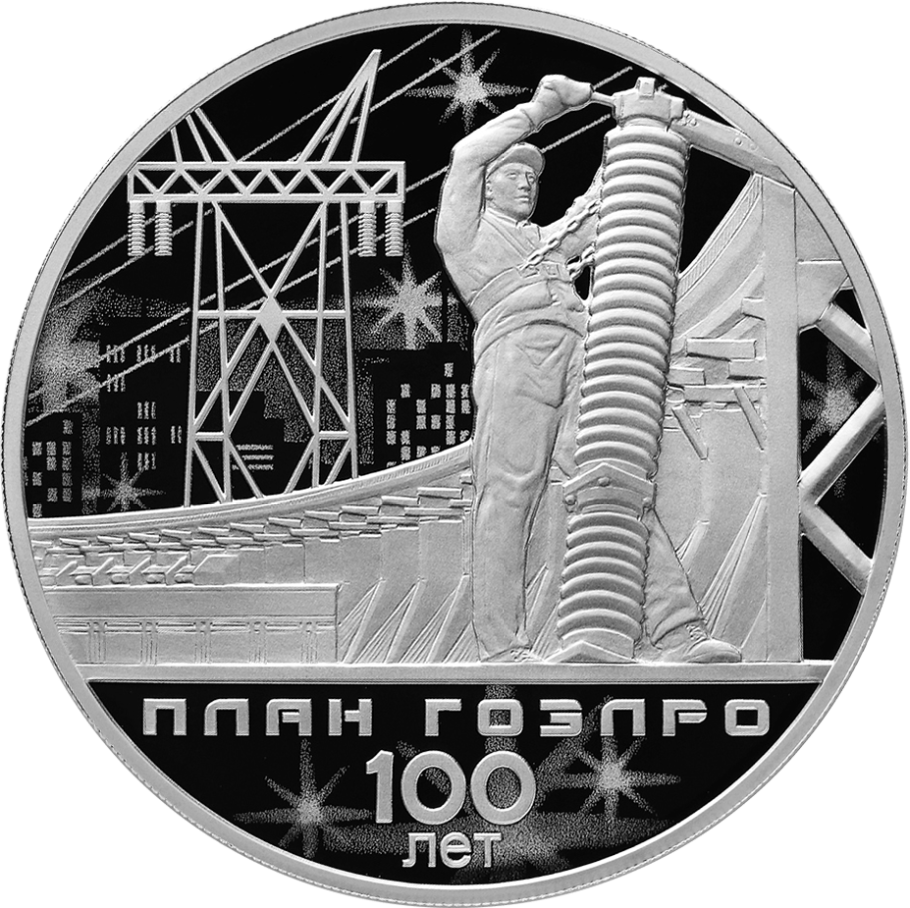
Серебряная монета Банка России 2020 года «100-летие плана ГОЭЛРО»

- 10 ноября 2020 года Банк России выпустил в обращение памятную серебряную монету номиналом 3 рубля «100-летие плана ГОЭЛРО»[23].

### В филателии и фалеристике

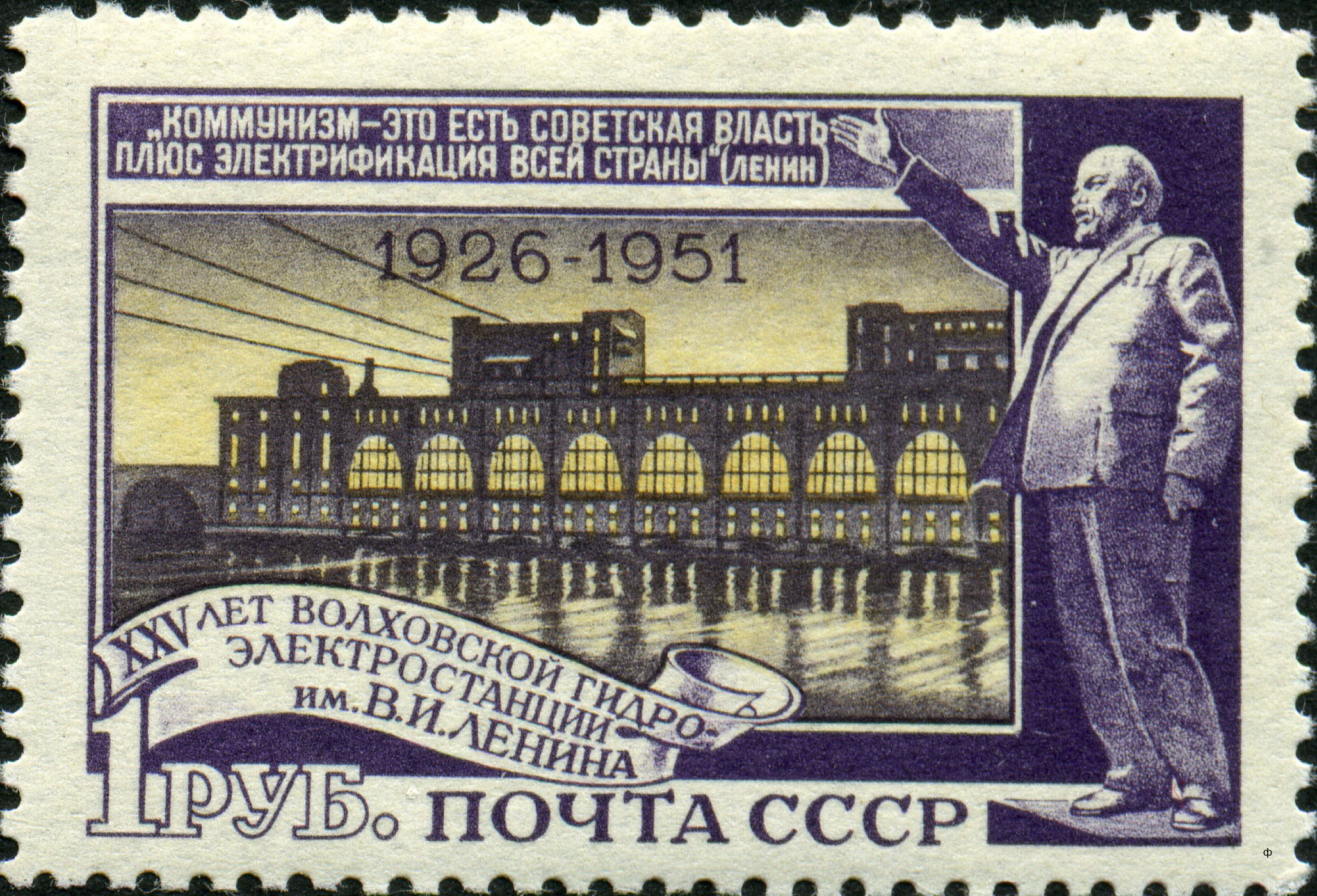
Почтовая марка СССР, 1951 год: «Коммунизм — это есть советская власть плюс электрификация всей страны» (В. И. Ленин). — «XXV лет Волховской гидроэлектростанции им. В. И. Ленина (1926–1951)».  (ЦФА [АО «Марка»] № 1666)
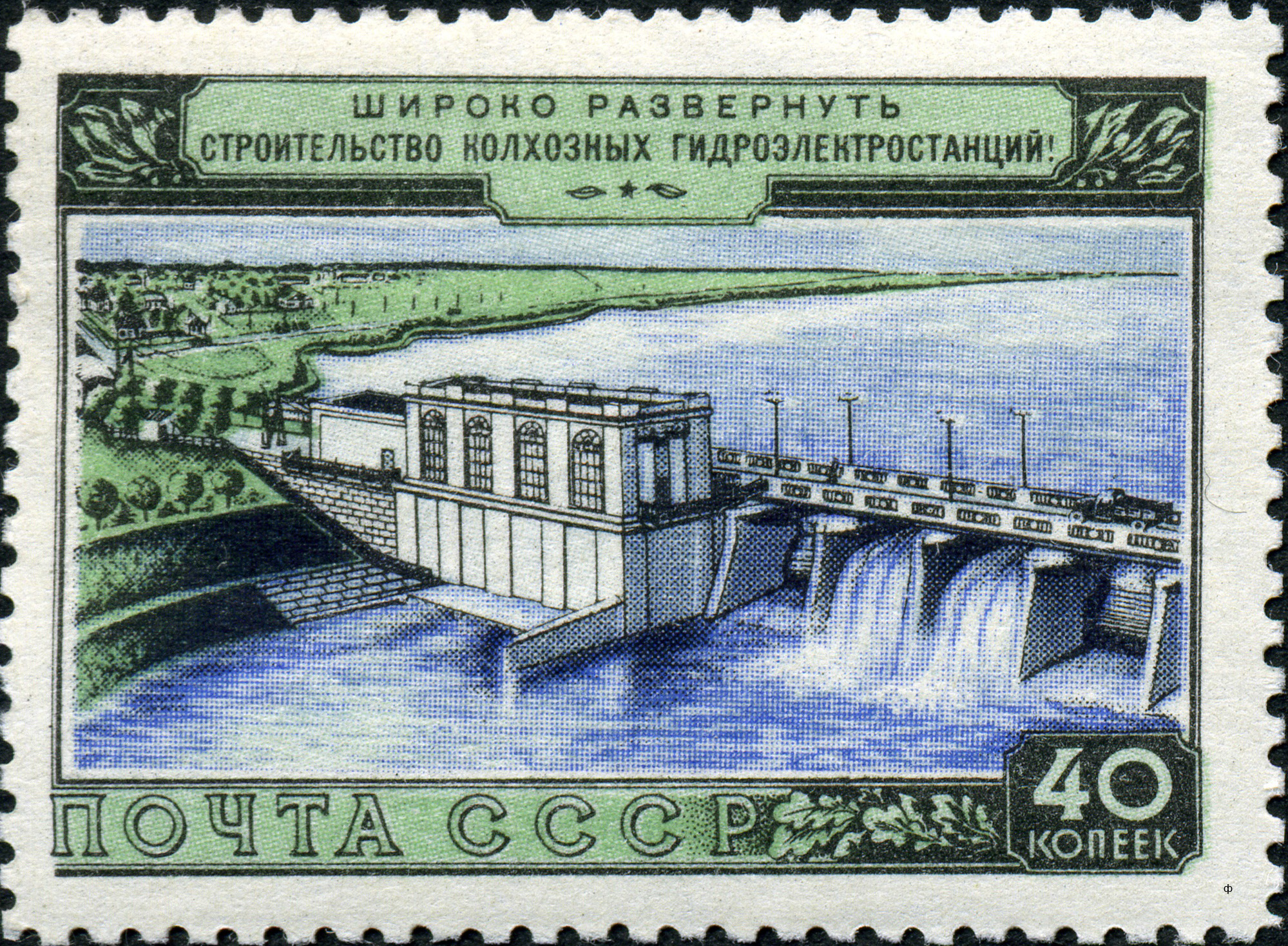
Почтовая марка СССР, 1954 год: «Широко развернуть строительство колхозных гидроэлектростанций!»
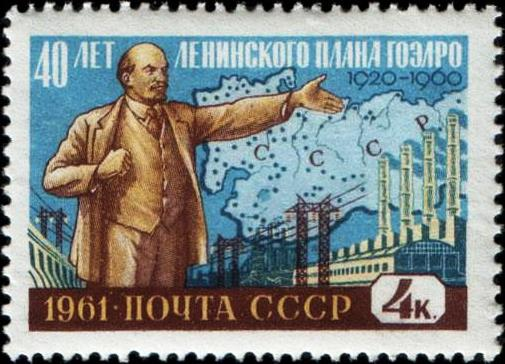
Почтовая марка СССР, 1961 год, фото «РИА Новости»: «40 лет ленинского плана ГОЭЛРО (1920–1960)» (синяя).
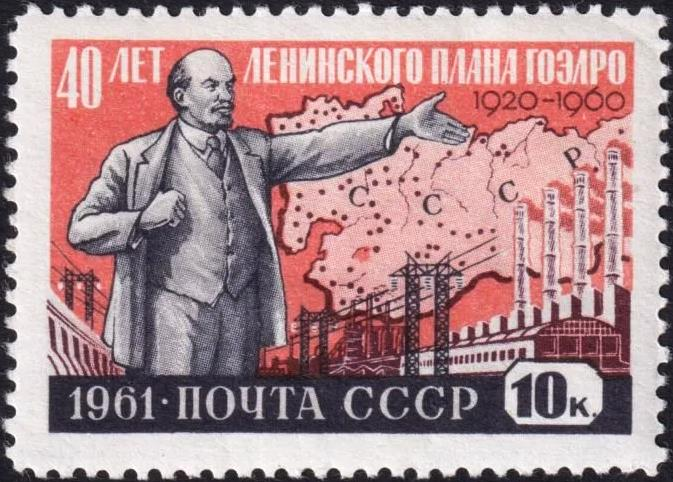
Почтовая марка СССР, 1961 год: «40 лет ленинского плана ГОЭЛРО (1920–1960)» (красная).
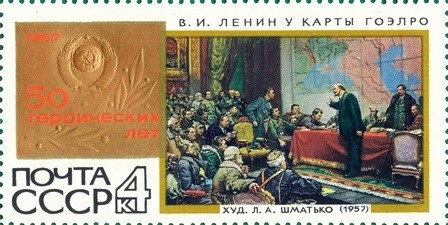
Почтовая марка СССР, 1967 год (серия «50 героических лет», 1967 год): картина Л.А.Шматько «Ленин у карты ГОЭЛРО», 1957 год.
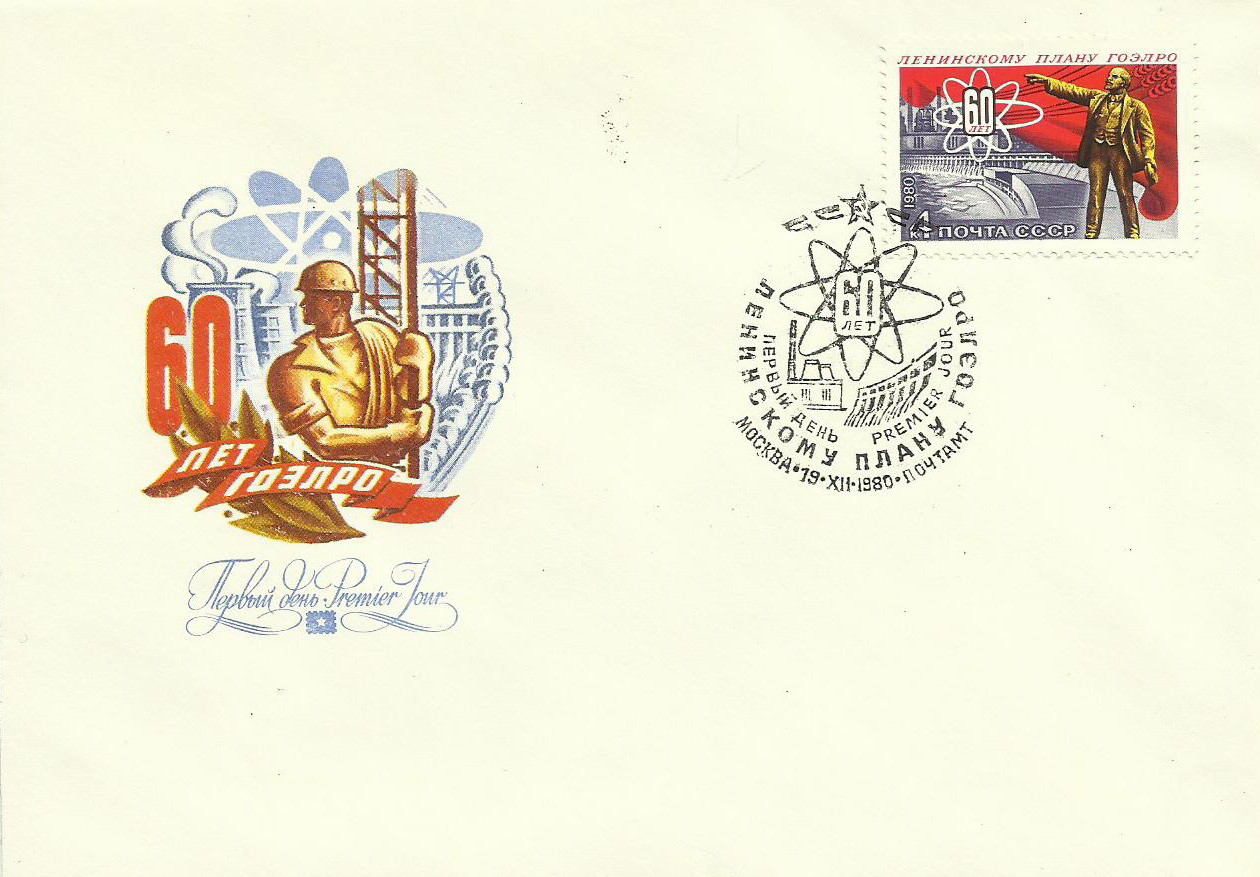
Почтовый конверт, 1980 год

### В искусстве
- Писатель-фантаст Герберт Уэллс упоминает план электрификации России в своём очерке «Россия во мгле»[24].
- В 1947 году на Мосфильме, режиссёром Сергеем Юткевичем был снят фильм «Свет над Россией», по мотивам пьесы Николая Погодина «Кремлёвские куранты», который рассказывает об электрификации России.
- В 1986 году был выпущен в прокат советский трёхсерийный телевизионный художественный фильм по одноимённой повести А. Полякова Покушение на ГОЭЛРО (режиссёр — Николай Гусаров)[25].
- Тематика художественного оформления станции Петербургского метрополитена Электросила посвящена развитию советской энергетики.